# تيم دنم
تيم دنم (بالإنجليزية: Tim Dement)‏ (مواليد 14 مارس 1955) هو ملاكم أمريكي، مثّل بلاده في الألعاب الأولمبية الصيفية 1972.

## روابط خارجية
تيم دنم على موقع أوليمبيديا (الإنجليزية)